# 아스팔트 위의 여자
아스팔트 위의 여자는 1978년 공개된 대한민국의 영화이다.

## 배역
- 신성일
- 김영란
- 백일섭
- 윤일봉